# Henryk Gajęcki
Henryk Piotr Gajęcki (ur. 22 lutego 1946 w Pajęcznie, zm. 6 października 2017 tamże) – polski pedagog i działacz kulturalny, dyrektor Wieluńskiego Domu Kultury w latach 1977–2009, instruktor ZHP.

## Edukacja
Ukończył Liceum Ogólnokształcące im. Henryka Sienkiewicza w Pajęcznie (1964), Studium Kulturalno-Oświatowe i Bibliotekarskie w Łodzi (1967) oraz studia pedagogiczne na Uniwersytecie Śląskim.

## Praca zawodowa
Pracował kolejno w:
- Powiatowym Związku Gminnych Spółdzielni „Samopomoc Chłopska” w Pajęcznie jako referent (1964-1965)
- Powiatowym Domu Kultury w Wieluniu jako instruktor (1967-1968)
- Powiatowej Poradni Pracy Kulturalno-Oświatowej w Pajęcznie jako instruktor (1968-1969)
- ponownie w Powiatowym Domu Kultury w Wieluniu (od 1975 r.) przekształconym następnie (po utworzenia województwa sieradzkiego) w filię Wojewódzkiego Domu Kultury w Sieradzu, jako kierownik, a następnie dyrektor[1].

## Okres dyrekcji w Wieluńskim Domu Kultury
Pełnił funkcję dyrektora Wieluńskiego Domu Kultury od 1 stycznia 1977 do 28 lutego 2009. W czasie jego dyrekcji rozwinęła się w Wieluniu działalność zespołów muzycznych: Old Traditional Jazz Band, Tadeusza Nic Nie Rusza, a także zainicjowane zostały spotkania jazzowe w Wieluniu. Założył pierwszą w Wieluniu lokalną stację telewizyjną pod nazwą „TV Wieluń”. Jej studio mieściło się w Wieluńskim Domu Kultury. Przy domu kultury za jego dyrekcji rozwinęły działalność ponadto m.in.: Klub Żeglarski Shanta, Wieluńskie Towarzystwo Numizmatyczne, klub krótkofalarski SP7KED oraz Klub Kwadransowych Grubasów.

## Krótkofalarstwo
W okresie członkostwa w Lidze Obrony Kraju (od 1962 r.) zainteresował się krótkofalarstwem i w późniejszych latach przyczynił się rozwoju tego hobby w regionie. Otrzymał znak Henryk SP7FUZ. Był jednym z założycieli i działaczy klubu krótkofalarskiego SP7KED w Wieluniu. Z jego inicjatywy powstała okolicznościowa stacja HF440W. Był jednym z pomysłodawców ogólnopolskich spotkań krótkofalowców ŁOŚ (Łódzkie-Opolskie-Śląskie) w Jaworznie. Należał do Polskiego Związku Krótkofalowców.

## Odznaczenia
Za swoje zasługi został odznaczony:
- Złotą Odznaką Zasłużony Działacz Ligi Obrony Kraju (1978)
- Brązową Odznaką Zasłużony Pracownik Łączności (1978)
- Odznaką Zasłużony Działacz Kultury (1989)
- Srebrnym Krzyżem Zasługi (1980)
- Srebrnym Medalem za Zasługi dla Ligi Obrony Kraju (1981)